# 압둘아지즈 알사우드
압둘아지즈 알사우드(아랍어: عبدالعزيز آل سعود, 1875년 1월 15일~1953년 11월 9일)는 와하브파의 이맘(재위:1902년~1953년)이자, 히자즈 국왕(재위:1926년 1월 8일~1931년), 나지드 국왕(재위:1927년~1931년), 히자드 네지드 국왕(재위:1931년~1932년), 사우디아라비아의 초대 국왕(재위:1932년~1953년)이다. 서방 세계에는 이븐 사우드라는 이름으로 알려져 있다. 
리야드에서 태어났다. 1891년 라시드가(家)에 의해서 리야드가 정복당하자 그는 아버지와 함께 쿠웨이트로 망명하였다. 1902년 리야드를 탈환하여 네지드 지방을 차지했고 1921년 라시드가를 멸망시켜 네지드의 술탄이 되었다. 1925년 메카의 영주 하심가(家)의 후세인으로부터 메카를 포함한 히자즈 지방을 탈취하여 1926년 히자즈와 네지드의 왕이 되었음을 선포하였다. 1927년 제다 조약에 의해서 영국으로부터 독립을 승인받았다. 1932년 그는 나라의 이름을 사우디아라비아로 개명하고 전제 군주 정치를 단행하였다. 1933년에는 미국의 석유 회사에게 전 국토의 석유 개발을 허가하였다. 1945년 미국의 프랭클린 루스벨트 대통령과 회담을 가졌고 이때부터 미국의 동맹자로 간주되었다. 시오니즘에는 강경하게 반대하였다. 아랍 연맹에서는 하심가의 세력 확장을 막기 위해 이집트와 동맹을 맺었다. 1953년 타이프에서 사망했다